# Hitoshi Sasaki (1973)
Hitoshi Sasaki (Iwate, 9 juli 1973) is een voormalig Japans voetballer.

## Carrière
Hitoshi Sasaki speelde tussen 1992 en 1999 voor Bellmare Hiratsuka, Avispa Fukuoka en Yokohama FC.

## Statistieken
| Japan   | Japan              | Japan           | League | League | Emperor's Cup | Emperor's Cup | J-League Cup | J-League Cup | Totaal | Totaal |
| Seizoen | Club               | League          | Wed.   | Goals  | Wed.          | Goals         | Wed.         | Goals        | Wed.   | Goals  |
| ------- | ------------------ | --------------- | ------ | ------ | ------------- | ------------- | ------------ | ------------ | ------ | ------ |
| 1992    | Fujita Industries  | Football League |        |        |               |               |              |              |        |        |
| 1993    | Fujita Industries  | Football League |        |        |               |               |              |              |        |        |
| 1994    | Bellmare Hiratsuka | J. League 1     | 0      | 0      |               |               | 0            | 0            | 0      | 0      |
| 1995    | Bellmare Hiratsuka | J. League 1     | 0      | 0      |               |               | -            | -            | 0      | 0      |
| 1996    | Bellmare Hiratsuka | J. League 1     | 1      | 0      | 0             | 0             | 0            | 0            | 1      | 0      |
| 1997    | Bellmare Hiratsuka | J. League 1     | 0      | 0      | 0             | 0             | 6            | 0            | 6      | 0      |
| 1998    | Avispa Fukuoka     | J. League 1     | 0      | 0      |               |               |              |              | 0      | 0      |
| 1998    | Bellmare Hiratsuka | J. League 1     | 0      | 0      |               |               |              |              | 0      | 0      |
| 1999    | Yokohama FC        | Football League | 1      | 0      | 0             | 0             | -            | -            | 1      | 0      |
| Totaal  | Totaal             | Totaal          | 2      | 0      | 0             | 0             | 6            | 0            | 8      | 0      |